# Catharina Brümsi von Herblingen

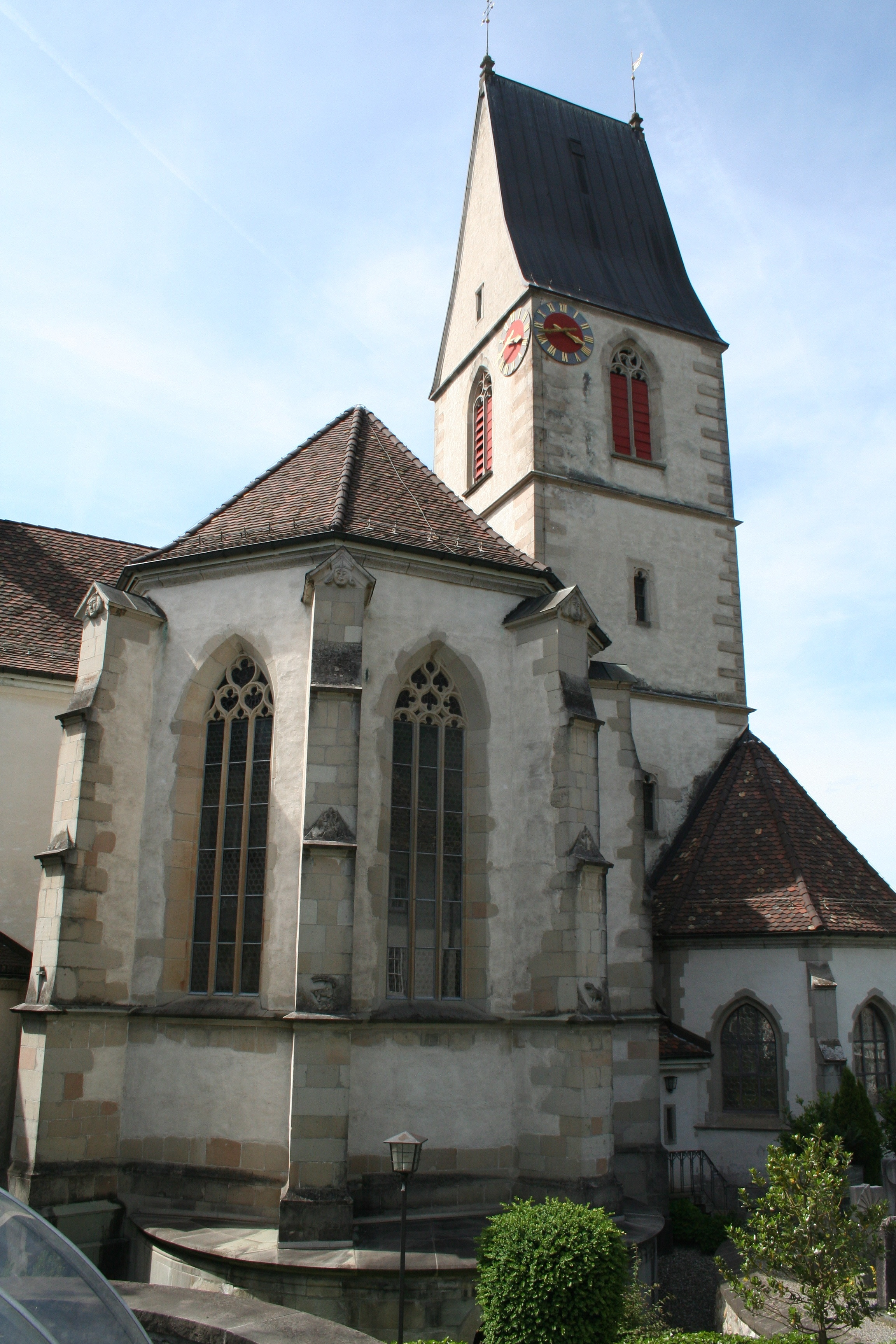
Klosterkirche Schänis, 2009

Catharina Brümsi von Herblingen (erstmals erwähnt 1587; † 1611) war Äbtissin im Kloster Schänis.

## Leben
Catharina Brümsi von Herblingen stammte aus dem niederadeligen Geschlecht der Brümsi. Ihre Eltern waren Rosa/Rosina von Breitenlandenberg und Junker Eberhard, Besitzer der Herrschaft Altenklingen. Brümsi wurde 1587 Äbtissin des adligen Damenstifts Schänis und formal Reichsfürstin.
In ihrer Amtszeit liess Brümsi die Stiftsgebäude und die Kirche ausbauen. Durch den dazu notwendigen Güterverkauf konnten sich die Leute vom Kerenzerberg vom Stift lösen. Als Nuntius Fabrizio Verallo die Einführung der tridentinischen Reform forderte, widersetzte sie sich erfolgreich und erreichte die Bestätigung der alten Statuten. Marodierende Soldaten stürmten 1598 die Stiftskirche. Nachdem im April 1610 ein verheerendes Feuer Dorf, Kirche und Stift zerstört hatte, konnte Brümsi mit finanzieller Unterstützung durch den süddeutschen Adel bald mit dem Wiederaufbau des Stifts beginnen.

## Belege
1. 1 2  Magdalen Bless-Grabher: Catharina Brümsi von Herblingen. In: Historisches Lexikon der Schweiz.  13. Januar 2003.

| Personendaten    | Personendaten                    |
| ---------------- | -------------------------------- |
| NAME             | Brümsi von Herblingen, Catharina |
| ALTERNATIVNAMEN  | Brümsi, Catharina                |
| KURZBESCHREIBUNG | Äbtissin des Klosters Schänis    |
| GEBURTSDATUM     | 16. Jahrhundert                  |
| STERBEDATUM      | 1611                             |